# Billy Jennings
Ne doit pas être confondu avec Billy Jennings (footballeur anglais).
William « Billy » Jennings (né le 25 février 1893 et mort le 12 novembre 1968) est un joueur de football gallois connu pour avoir joué pour Bolton Wanderers, et participé à plus de 250 matchs en Football League. Il est titulaire lors des finales de Coupe d'Angleterre de football de 1923, 1926 et 1929. Il est onze fois sélectionné avec l'équipe nationale du Pays de Galles et réalise deux saisons aux commandes de l'équipe de Cardiff City,.

## Palmarès
| Bolton Wanderers Football Club - FA Cup - Victoire : 1923, 1926 et 1929 |